# Chuari Khas
Chuari Khas é uma cidade e uma nagar panchayat no distrito de Chamba, no estado indiano de Himachal Pradesh.

## Demografia
Segundo o censo de 2001, Chuari Khas tinha uma população de 3016 habitantes. Os indivíduos do sexo masculino constituem 52% da população e os do sexo feminino 48%. Chuari Khas tem uma taxa de literacia de 76%, superior à média nacional de 59,5%: a literacia no sexo masculino é de 81% e no sexo feminino é de 70%. Em Chuari Khas, 12% da população está abaixo dos 6 anos de idade.